# Scutellidium cockburni
Scutellidium cockburni is een eenoogkreeftjessoort uit de familie van de Tisbidae. De wetenschappelijke naam van de soort is voor het eerst geldig gepubliceerd in 1944 door Fairbridge.